# 中南大学湘雅医学院
中南大学湘雅医学院是中南大学的二级学院，位于湖南省长沙市，由湖南育群学会与美国雅礼协会联合创建，创始人为胡美博士（Edward Hicks Hume）和颜福庆，因取湖南简称“湘”与Yale谐音“雅”得名“湘雅”。
学校筹备于1913年，1914年成立并面向全国公开招生。雅医教学上采用五年制和英语教学；开设课程有医学预科课程，相关的生物学、物理学、化学以及临床科学。1920年学生达到到42名，同年春季第一届毕业学生共11人。从1921到1949年6月，湘雅共培养毕业生351人。湘雅曾于1927年停办，1928年复校，大学部并入华中大学，1937年抗战爆发后流亡贵州、重庆，1945年复校。
湘雅曾经过一系列的改名和迁址，建校以来，先后更名为湘雅医科大学、湘雅医学院、湖南医学院和湖南医科大学，2000年4月29日湖南医科大学与中南工业大学、长沙铁道学院合并为中南大学，“湘雅”全称改为“中南大学湘雅医学院”。

## 历史

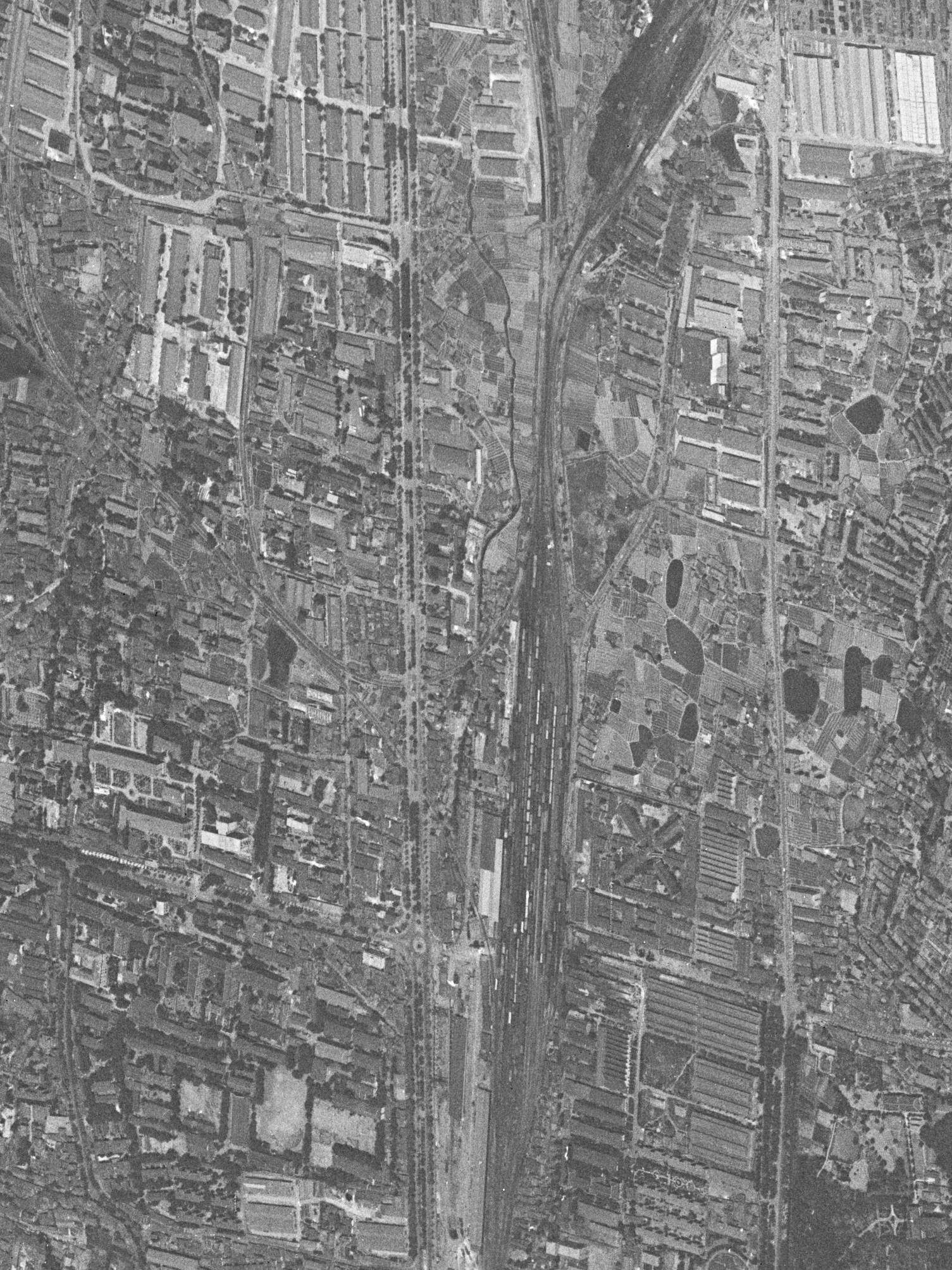
湘雅医学院附近卫星图（1967年）

1901年6月25日，受到义和团运动的刺激，美国耶鲁大学学生前往中国传教的组织雅禮協會正式成立，毕海澜教授为首届主席、德士敦为首届秘书。德士敦和德本康夫妇来中国考察了2年，最终促成雅礼会选择位于华中的湖南长沙作为中国工作的基地。1906年11月16日，长沙雅礼学校在西牌楼租借民房成立开学，由盖葆赖任校长，胡美医生则在对面的“中央旅馆”开办雅礼医院，后改名湘雅医院。
预科开办了8年以后，从1914年开始，雅礼学校正式改称雅礼大学（College of Yale-in-China），开始招本科生，分文、理2科。1914年12月8日，雅礼协会与湖南绅士组织的湖南育群学会共同创办的湘雅医学专门学校（Hunan-Yale Medical School）正式开办，颜福庆为校长。雅礼协会选送10名教授来校教学，学制、教学内容、教学方法以及设备都采用美国制度。
1919年，雅礼大学迁往北门外麻园岭新建的校园，并于1920年建立了包括物理、化学、生物实验室的科学馆。此后，雅礼大学接办了湘雅医学专门学校，成为雅礼大学的医预科(两年制)。
1926年，湖南成为大革命反帝运动的中心，教会受到严重冲击，雅礼大学被迫停办，1929年合并于武昌华中大学。雅礼的校园改办“湘雅医学院”（Hsiang-Ya Medical College），不久又成为中国第一流的医学院校，享有“南湘雅，北协和”的盛誉。张孝骞（系北京协和进修生）系该校早期毕业生，后来任院长十年之久。国内外知名学者谢少文、应元岳、吴绍青、汤飞凡、李振翩等都是该校优秀毕业生。建国后，国家发行的科学家邮票中，医学科学家共3人，即张孝骞、汤飞凡、林巧稚。当代的医学大家中，亦不乏湘雅人的身影，如中国工程院院士北京协和医学院院长刘德培，北京协和医院党委书记兼副院长鲁重美、中国科学院院士第四军医大学解剖学系主任鞠躬等。

## 湘雅象征

### 院徽

中南大学湘雅医学院院徽

中南大学湘雅医学院的院徽标志中心上方为蛇与权杖，两边为橄榄枝条和叶片，象征着医学与和平；中心下方为1914字样，表明湘雅医学院从1914年开始创立；中心为新教学区教学大楼外型，寓意着湘雅医学院新的辉煌；上方和下方，分别为湘雅医学院英、中文名称。

### 院歌
中南大学湘雅医学院院歌歌词如下：
|  | 长沙张仲景，医学溯先贤 泱泱乎流风千载，湘雅竖中坚 锥轮始业，自谭胡颜 历尽艰难颠沛，壮气直无前 院训指薪传： 公勇勤慎，诚爱谦廉 求真求确，必遂必专 宏创造，立人天 发扬光大，亿万斯年！ |

### 院训
公勇勤慎 诚爱谦廉 求真求确 必遂必专

## 院系专业设置
中南大学湘雅医学院下属6个二级学院，分别为基础医学院、公共卫生学院、护理学院、口腔医学院、药学院、生命科学院。此外，湘雅医学院还下属医学检验系、麻醉医学系、精神卫生系和实验动物学部。
在中南大学直属的研究单位中：医学遗传学国家重点实验室、人类干细胞国家工程研究中心、生殖与干细胞工程研究所、卫计委肝胆肠外科研究中心、肿瘤研究所、临床药理研究所、分子药物与治疗研究所和分子影像研究中心等，也系医学口单位。

## 附属医院

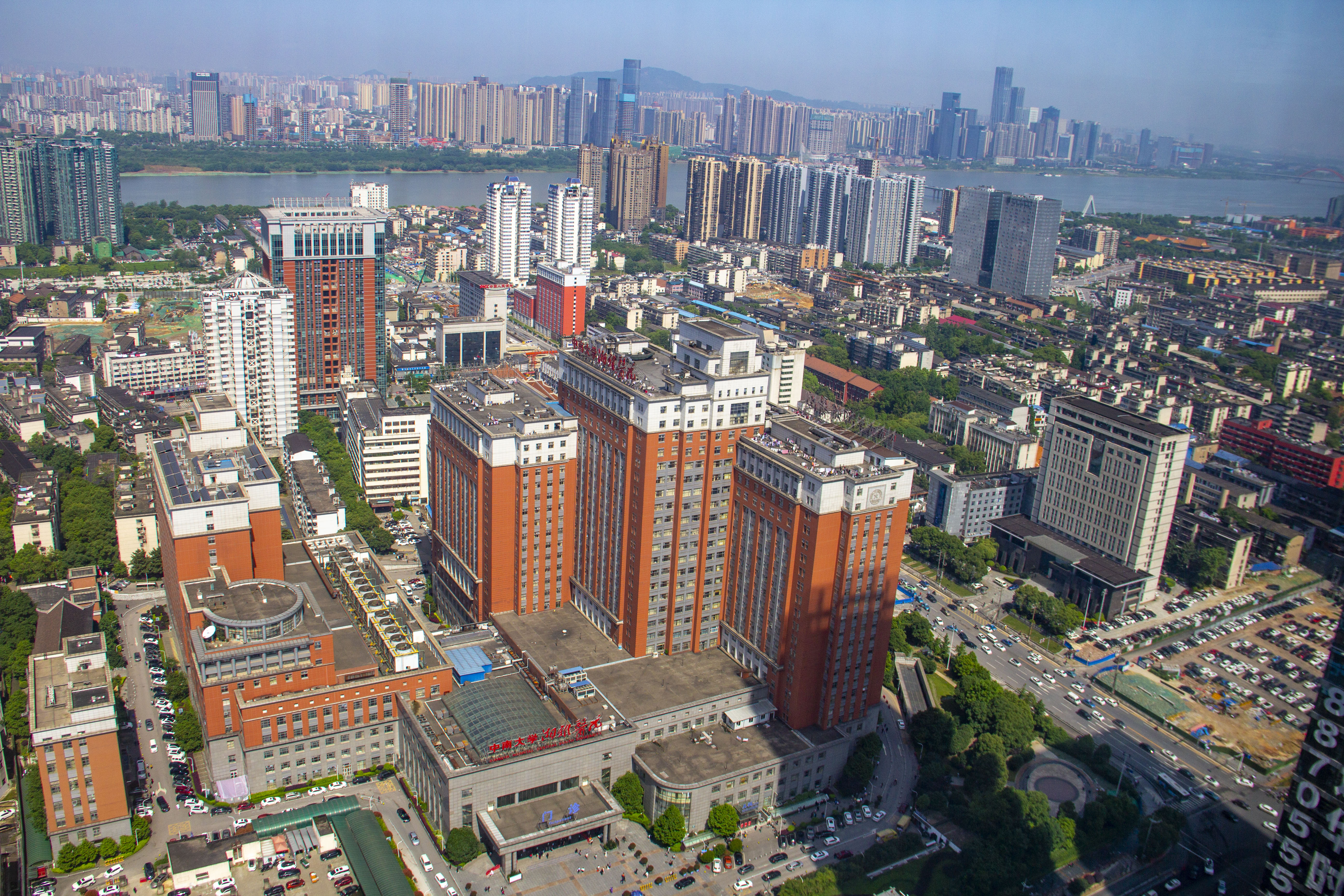
湘雅医院和湘雅医学院老校区

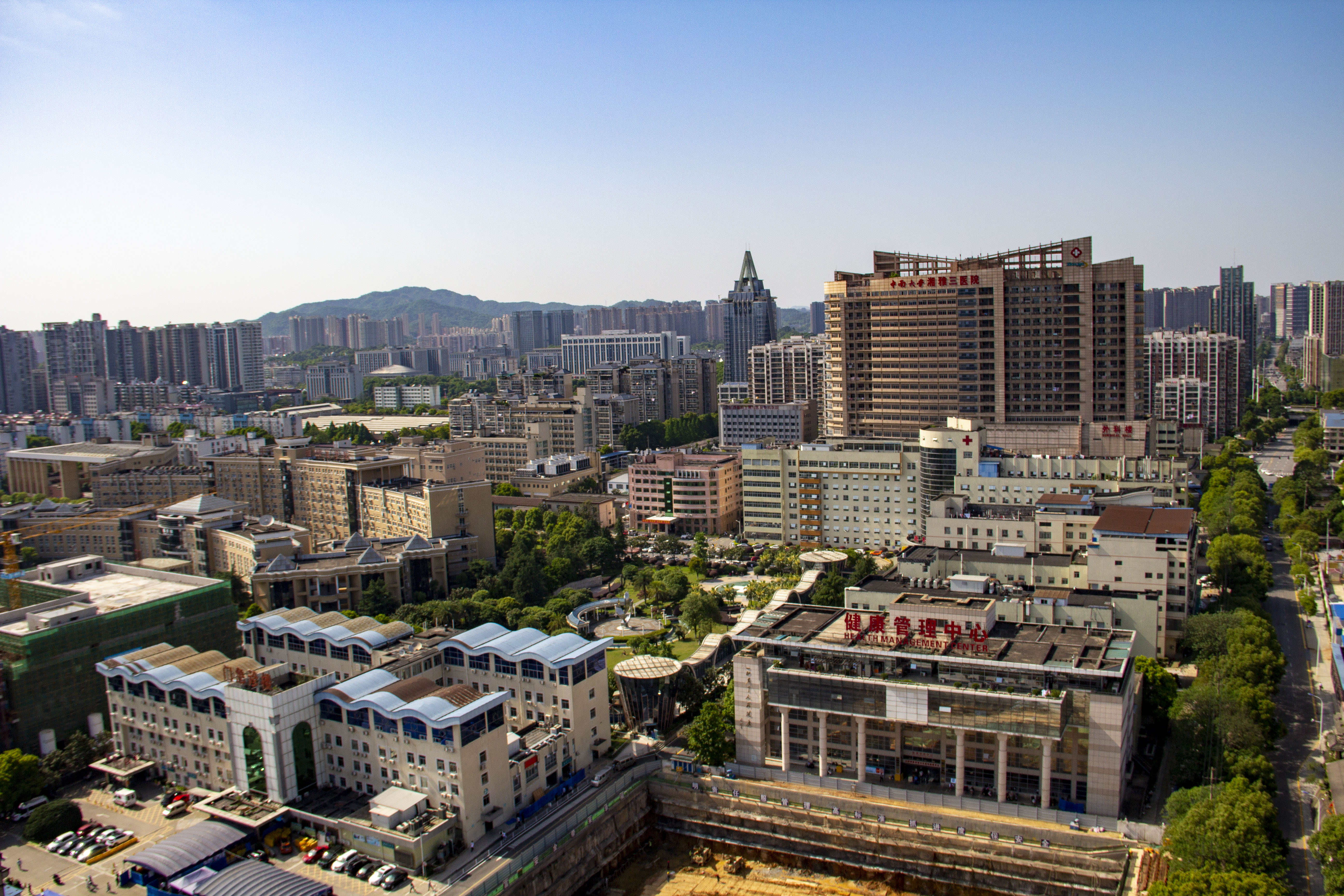
湘雅医学院新校区和湘雅三医院

### 直属医院
- 中南大学湘雅医院
- 中南大学湘雅二医院
- 中南大学湘雅三医院
- 中南大学湘雅口腔医院
- 中南大学湘雅五医院（建设中）

### 非直属医院
- 湖南省肿瘤医院（中南大学湘雅医学院附属肿瘤医院）
- 海口市人民医院（中南大学湘雅医学院附属海口医院）
- 株洲市中心医院（中南大学湘雅医学院附属株洲医院）[7]

## 学术人物
- 姚开泰

- 夏家辉

- 周宏灏

## 知名校友
- 汤飞凡

- 张孝骞

- 何凤山

- 谢少文

- 李振翩